# Хиландарска повеља Стефана II Милутина и Стефана Душана
Општа хиландарска повеља српских краљева Стефана II Милутина и Стефана Душана је средњовековни документ из 14. века, сачуван у архиви манастира Хиландара под сигнатуром АХС 141/143, свитак бр. 10. Повеља је касна компилација текстова трију повеља:
Стефана II Хилендарске повеље и двеју Стефанових Хилендарских повеља из 13. и прве деценије 14. века, коме је додат текст Стефана Душана који потврђује даровнице манастиру протосеваста Хреље.

## Карактеристике
Повеља је исписана на два лепљена пергаментна листа укупне дужине 1874 мм и ширине 356 мм. Састоји се од 175 редова заједно са краљевским потписом, при чему 140. ред садржи само реч того, а ред 141. почиње на другом пергаментном листу. Писмо је уникатно из средине 14. века. Текст је исписан црним мастилом, црвено мастило коришћено је за почетно слово Б, циноберне речи и краљевски потпис са крстом испред њега. Иницијал Б на почетку и крст испред краљевог потписа имају скроман украс.
Испод царског потписа, на довољно великом растојању, направљена су четири квадратна зареза, распоређена у облику ромбоида. Испод четири рупе, на самом крају свитка, који је пресавијен, направљене су две квадратне рупе кроз које је провучена црвена свилена канапа и везана на којој виси позлаћени печат из времена Стефана Милутина пречника 40 мм. На аверсу печата је приказан краљ. На глави му је круна са привесцима, у десној руци држи скиптар у облику трозупца, а у левој - свитак. Изнад лика владара приказана је велика рука која га благосиља, а у пољу испод и изнад ње су иницијали ИС ХС. Легенда је исписана у круг и гласи: [С]ТЕФАНь † ꙊРњШь МИЛ[ОСТИ]У БОЖИМь КРА[Ль]. На реверсу печата је приказан лик светог Стефана са кадионицом у левој и путиром у десној руци. Легенда на овој страни налази се окомито у пољу са обе стране светитеља. На једној страни је написано С<ВЕ>ТИ СТЕФАН, а на другој – <СВЕТ>И СТЕПЕН СВЕШТЕНИК И АРХИЂАКОН.
Печат је местимично оштећен јер је откинут са другог документа.

## Датирање
Сертификат нема датум. Међу истраживачима такође не постоји једногласно мишљење о времену у коме је документ састављен.
У почетку је српски истраживач Владимир Мошин датирао документ после погибије протосеваста Хреље и Стефана Душана, па чак и после Черноменске битке, после које су струмичка, сијарска и скопска област отпале од српске државе, а светогорски манастири изгубили праву представу о стању на овим просторима и стању њихових поседа и поседа у Србији. У таквој ситуацији манастири су морали да траже потврду својих права на тамошњим поседима, а понекад и да задирају у поседе других манастира, због чега су прибегли преписивању званичних докумената из ранијих времена или измишљању нових. Мошин се касније предомислио и повељу датирао у 1343. годину, из времена Стефана Душана, чак и под претпоставком да је састављена уз његову дозволу.
Према Сими Ћирковићу, Општа повеља је највероватније састављен 1480-их година на основу изгубљене оригиналне даровнице протосевасте Хреље из 1343. године.
Повеља је, према аутору, манастирски препис, настао између 1347/1348. и 1355. године, из оригиналне исправе Стефана Душана – општег потврдног хрисовула насталог између маја 1336. и децембра 1345. године.
У палеографском и лингвистичком смислу, документ би се могао датирати у средину 14. века или чак у касне тридесете и почетак четрдесетих година 14. века. Дакле, неки аутори сматрају да је у манастиру Хиландару састављена повеља, а најраније се то могло догодити између 1336. и 1343. године.